# Biblioteca comunale Vincenzo Bellini
La Biblioteca comunale "Vincenzo Bellini" è una delle biblioteche di Catania. Fa parte del polo SBN afferente al «Polo Biblioteche della provincia di Catania» (CAT). Iscritta e inserita nell’anagrafe delle Biblioteche Italiane (ICCU) – codice IT-CT0027.

## Storia
L'esigenza di una biblioteca di larga fruizione per una utenza sempre più vasta a Catania sorse nei primi anni del 1900. Se ne parlò durante il primo Congresso nazionale delle Biblioteche popolari a Roma, da 6 al 10 dicembre 1908: occorreva "incoraggiare in tutti i modi possibili la nascente biblioteca popolare di Catania, affinché questo primo passo serva di esempio e crei tutto un movimento di irradiazione per la Sicilia".
La « Biblioteca Popolare di Catania » fu attiva almeno dal 1912, come risulta in un secondo aggiornato censimento del Ministero dell'istruzione pubblica. Negli anni Dieci poteva contare sue due cataloghi a stampa.
La biblioteca popolare cadde in disuso durante la guerra 1939-'43, ai tempi del fascismo. Verrà rifondata nel secondo dopoguerra.

## Nuova biblioteca
La riapertura ufficiale al pubblico dell'ex "biblioteca circolante" come  Biblioteca Popolare Comunale « Bellini » avvenne nel 1950, mentre altra fonte d'epoca indica la data del 27 ottobre 1949, quando era sindaco a tale epoca Giovanni Perni. Inizialmente, l'accesso era possibile tutti i lunedì, mercoledì e venerdì, dalla 16 alle 18, nei locali provvisori di via S. Euplio 5, presso l'istituto magistrale "G. Turrisi Colonna". Si ha memoria di una sezione distaccata di pochi libri ubicata nel cosiddetto Chiosco cinese, all'interno del Giardino Bellini, sulla collinetta nord. 
Nel 1968 fu trasferita in locali più adeguati in via Alessandro Manzoni, nel centro storico. Successivamente venne trasportata, nel 2002, nell'attuale sede di via Spagnolo nella zona alta di via Etnea. 
La biblioteca se prima disponeva complessivamente di circa 88.000 volumi – fruibili dal pubblico 37.090 volumi – ed ha anche un'emeroteca e una gipsoteca, oltre che una grande sala di lettura, oggi (Data di aggiornamento: 21-12-2022) dispone di 101.395 unità.
Dispone anche di diverse sedi distaccate in diverse zone della città. Nel 2000 un'altra sede distaccata era infatti sita in piazza Duca di Genova 26 di Palazzo Biscari. Ad essa si sono aggiunte la "Sezione esterna Leonardo Grassi", al corso Indipendenza 5, e la "Sezione esterna Picanello" in via Burrascano 45, al Pigno.
Attualmente (2023), la sede principale di via Spagnolo non è inserita nell'Anagrafe delle Biblioteche Italiane.

## Mediateca
Riaperta nel 2006 con una inaugurazione dopo sette anni di chiusura, la sede della distaccata « Mediateca "Vincenzo Bellini" » si trova in via Antonino di Sangiuliano 307, un tempo sede "Centrale", contiene varie sezioni.
La cineteca conserva 1.192 film cinematografici in DVD. L'Archivio sonoro comprende una sezione musicale di 2.158 CD musicali. Inoltre, si può consultare l'archivio storico cartaceo del giornale quotidiano La Sicilia dall'anno 1952. La sezione bibliografica a tema contiene libri di storia locale (circa 5.000 opere riguardanti la Sicilia), di cinema e di musica. Offre postazioni per la navigazione in Internet e la consultazioni di opere multimediali, corsi di lingue, corsi di italiano per stranieri adulti aventi un regolare permesso di soggiorno.

## Prestito online
La Biblioteca supporta il prestito digitale tramite Medialibrary On Line (MLOL - Digital lending per le biblioteche). Se non si è registrati al prestito della Biblioteca "Bellini", è possibile iscriversi, anche online, tramite la sezione del sito dedicato. Il Catalogo è online nell’apposita sezione del portale o nel sito del Comune.